# Tempo de Planck
Em física, o tempo de Planck, (tP), é a unidade de tempo no sistema de unidades naturais, conhecidas como unidades de Planck. Neste intervalo de tempo a luz viaja, no vácuo, uma distância que define a unidade natural conhecida por comprimento de Planck. A unidade recebe esse nome em referência a Max Planck, o primeiro a propô-la.
O tempo de Planck é definido como:
{\displaystyle t_{P}={\sqrt {\frac {\hbar G}{c^{5}}}}\approx 5.391247(60)\times 10^{-44}{\mbox{ s}}}
onde:
{\displaystyle \hbar =h/2\pi } é a constante de Planck reduzida
G = constante gravitacional
c = velocidade da luz no vácuo
s é a unidade de tempo do sistema internacional, o segundo.
Os dois dígitos entre parênteses denotam o erro padrão do valor estimado.
Tempo de Planck é o tempo passado sobre o Big Bang a partir do qual as implicações da teoria da relatividade geral passaram a ser válidas. Este intervalo de tempo situa-se na ordem dos 10−43 s. Para regressões menores que o tempo de Planck é necessária uma teoria quântica da gravidade para explicar os fenômenos observados. Embora separado do instante inicial por uma fração ínfima de segundo, o Tempo de Planck não se confunde com o momento do Big Bang, porque a matéria energia passou por mudanças dramáticas naqueles pedaços infinitesimais de tempo que se sucedera a ocorrência da explosão inicial, que permitiu a expansão das 3 dimensões espaciais a que estamos acostumados a viver (altura x largura x profundidade) ao longo da 'linha do tempo'.